# 浪人劍客漫畫章節列表
浪人劍客漫畫章節列表列出日本漫畫《浪人劍客》每一話的標題以及刊載期號。相關翻譯使用台灣尖端出版提供的官方譯名。

## 單行本已收錄
| 武藏篇： - 001. 新免武藏大爺（，Shinmen Takezō-sama）（《Morning》1998年40號） - 002. 朱實（，Akemi）（1998年41號） - 003. 阿甲（，Okō）（1998年42號） - 004. 野武士辻風（，Nobushi Tsujikaze）（1998年43號） - 005. 血的遊戲（，Chi Asobi）（1998年44號） - 006. 本位田又八17歲的懊惱（，Hon'iden Matahachi 17-sai no Ōnō）（1998年45號） - 007. 再見！武藏（，Saraba Takezō）（1998年46號） - 008. 宮本村（，Miyamoto-mura）（1998年47號） - 009. 婚約（，Iinazuke）（1998年48號） - 010. 被留下來的人們（，Nokosa reta Mono-tachi）（1998年49號） |

| - 011. 魔鬼（，Aku Oni）（1998年50號） - 012. 澤庵（，Takuan）（1998年51號） - 013. 生（，Sei）（1998年52號） - 014. 斬死（，Kirijini）（1999年1號） - 015. 我不怕（，Kowakunai）（1999年2·3合併號） - 016. 捕獲（，Hokaku）（1999年4·5合併號） - 017. 天下無雙（，Tenka Musō）（1999年7號） - 018. 樹上之恥（，Jujō no Haji）（1999年8號） - 019. 鬼之子（，Oni no Ko）（1999年9號） - 020. 死（，Shi）（1999年10號） - 021. 充滿光的地方（，Hikari no aru Basho）（1999年11號） |

| 吉岡篇1： - 022. 宮本武藏（，Miyamoto Musashi）（1999年12號） - 023. 鄉下人的一步（，Inakamono no Ippo）（1999年13號） - 024. 挑戰（，Chōsen）（1999年15號） - 025. 吉岡大亂（，Yoshioka Sōzen）（1999年16號） - 026. 當家的人（，Tōshu）（1999年17號） - 027. 本能（，Hon'nō）（1999年18號） - 028. 惡鬼2（，Aku Oni 2）（1999年19號） - 029. 不知世事（，Sekanshirazu）（1999年21·22合併號） - 030. 全力一刀（，Ichi no Tachi）（1999年23號） - 031. 地獄之火（，Gōka）（1999年24號） |

| - 032. 流浪的人們（，Hōrō Mono-tachi）（1999年25號） - 033. 啓程（，Tabidachi）（1999年26號） - 034. 啔程2（，Tabidachi 2）（1999年27號） - 035. 制服（，Toraware）（1999年28號） 寶藏院篇： - 036. 寶藏院（，Hōzō-in）（1999年29號） - 037. 殺氣（，Sakki）（1999年30號） - 038. 笨拙（，Busaiku）（1999年32號） - 039. 胤舜（，Inshun）（1999年34號） - 040. 阿嚴（，Agon）（1999年35號） |

| - 041. 刺客（，Shikaku）（1999年36·37合併號） - 042. 咆哮（，Hōkō）（1999年38號） - 043. 第二代的長槍（，Nidaime no Yari）（1999年40號） - 044. 命（，Inochi）（1999年41號） - 045. 不安（，Fuan）（1999年42號） - 046. 魔（，Ma）（1999年44號） - 047. 恐怖（，Kyōfu）（1999年45號） - 048. 恐怖2（，Kyōfu Ni）（1999年46號） - 049. 恐怖3（，Kyōfu San）（1999年47號） |

| - 050. 繼續活下去（，Nagaraeru）（1999年48號） - 051. 雌伏（，Shifuku）（1999年49號） - 052. 雌伏2（，Shifuku Ni）（1999年51號） - 053. 過程（，Dōtei）（1999年52號） - 054. 斷念（，Mikiri）（2000年1號） - 055. 原本是小白臉的男人的決心（，Himodatta Otoko no Kesshin）（2000年2·3合併號） - 056. 大坂（，Ōsaka）（2000年4·5合併號） - 057. 雜碎（，Kusomushi）（2000年6號） - 058. 佐佐木小次郎（，Sasaki Kojirō）（2000年7號） - 059. 寶藏院醬菜（，Hōzō-in Tsu）（2000年8號） |

| - 060. 前夜（，Zen'ya）（2000年9號） - 061. 前夜2（，Zen'ya Ni）（2000年10號） - 062. 黎明（，Yoake）（2000年11號） - 063. 蜘蛛絲（，Kumo no Ito）（2000年14號） - 064. 天地自然（，Tenchi Shizen）（2000年15號） - 065. 所傳達的東西（，Tsutaeru Mono）（2000年16號） - 066. 師父（，Shi）（2000年17號） - 067. 上泉伊勢守秀綱（，Kami'izumi Ise no Kami Hidetsuna）（2000年18號） - 068. 無刀（，Mu Katana）（2000年19號） |

| - 069. 命2（，Inochi Ni）（2000年21號） - 070. 命3（，Inochi San）（2000年22·23合併號） - 071. 胤舜（，Inshun）（2000年24號） - 072. 慎之介（，Shin'nosuke）（2000年25號） - 073. 玩沙子（，Sunaasobi）（2000年26號） - 074. 驟雨（，Shūu）（2000年27號） - 075. 生還（，Seikan）（2000年30號） - 076. 不要互奪生命（，Inochi o Ubaiau Koto Naku）（2000年33號） - 077. 被稱為大師（，Sensei to Yobarete）（2000年34號） - 078. 昇龍（，Nobori Ryū）（2000年35號） |

| 柳生篇： - 079. 柳生（，Yagyuu）（2000年41號） - 080. 返鄉（，Kikyō）（2000年42號） - 081. 芍藥的使者（，Shakuyaku no Shisha）（2000年43號） - 082. 繼承天下無雙的人（，Tenka Musō o Tsugu Mono）（2000年44號） - 083. 相傳（，Sōden）（2000年45號） - 084. 約定（，Yakusoku）（2000年46號） - 085. 石船（，Ishi no Fune）（2000年47號） - 086. 團坐（，Enza）（2000年48號） - 087. 入侵者（，Ran'ha-sha）（2000年50號） |

| - 088. 徒弟（，Deshi）（2000年51號） - 089. 一人對一城（，Hitori Tai Ichijō）（2000年53號） - 090. 交戰（，Gassen）（2001年1·2合併號） - 091. 笛子（，Fue）（2001年3·4合併號） - 092. 四高弟子（，Shi Kōtei）（2001年6號） - 093. 豪傑（，Gōketsu）（2001年7號） - 094. 懲罰（，Seibai）（2001年8號） - 095. 我想留在你身邊（，Soba ni Itai）（2001年9號） - 096. 再會（，Saikai）（2001年10號） - 097. 紙門（，Shōji）（2001年11號） |

| - 098. 無雙（，Musō）（2001年12號） - 099. 天下無雙的兒子（，Tenka Musō no Kō）（2001年13號） - 100. 真偽（，Shingan）（2001年14號） - 101. 蒼天（，Sōten）（2001年18號） - 102. 天下無限（，Tenka Mugen）（2001年19號） - 103. 黎明的別離（，Akatsuki no Wakare）（2001年20號） - 104. 秋天的天空（，Akizora）（2001年21·22合併號） - 105. 旅程（，Tabiji）（2001年23號） 梅軒篇： - 106. 足跡（，Ashi-kon）（2001年24號） - 107. 伊勢路（，Iseji）（2001年25號） |

| - 108. 頂點（，Teppen）（2001年29號） - 109. 雲海（，Unkai）（2001年30號） - 110. 權大叔（，Gon'oji）（2001年31號） - 111. 武者的恥辱（，Gesu to Yobarete）（2001年32號） - 112. 老媽（，Ofukuro）（2001年33號） - 113. 婆婆有難（，Baba Junan）（2001年34號） - 114. 彼此（，Higa）（2001年35號） - 115. 亡靈（，Bōrei）（2001年36號） - 116. 梅軒（，Baiken）（2001年37·38合併號） - 117. 鎖鎌（，Kusarigama）（2001年39號） |

| - 118. 龍膽（，Ryū Tan）（2001年42號） - 119. 死神與少女（，Shinigami to Shōjo）（2001年43號） - 120. 死神再生（，Shinigami Saisei）（2001年49號） - 121. 雙刀（，Nitō）（2001年50號） - 122. 「毒蛾」（，Dokuga）（2001年51號） - 123. 通草（，Akebi）（2001年52號） - 124. 羈絆（，Tsunagari）（2002年1號） - 125. 螺旋（，Rasen）（2002年2·3合併號） - 126. 辻風黄平<前篇>（，Tokubetsu-hen: Tsuchikaze Kōhei (Zenpen)）（2002年4·5合併號） - 127. 辻風黄平<後篇>（，Tokubetsu-hen: Tsuchikaze Kōhei (Kōhen)）（2002年6號） |

| 小次郎篇： - 128. 「信」（，Tegami）（2002年9號） - 129. 手（，Te）（2002年10號） - 130. 閃亮的海浪（，Hikaru Nami）（2002年11號） - 131. 藻屑（，Mokuzu）（2002年12號） - 132. 命運（，Unmei）（2002年16號） - 133. 一生只為劍（，Ken Hitosuji）（2002年17號） - 134. 流木（，Ryūboku）（2002年18號） - 135. 蠢動（，Shundō）（2002年19號） - 136. 小次郎與天鬼（，Kojirō to Tenki）（2002年21·22合併號） |

| - 137. 大海賜予的禮物（，Umi kara no Sazukarimono）（2002年25號） - 138. 再會了，小次郎（，Saraba Kojirō）（2002年27號） - 139. 燕尾蝶（，Agehachō）（2002年29號） - 140. 火焰（，Honō）（2002年31號） - 141. 劍與劍（，Ken to Ken）（2002年33號） - 142. 拯救之神（，Sukui-shin）（2002年35號） - 143. 鐘卷道場（，Kanemaki Dōjō）（2002年38號） |

| - 144. 師徒（，Shitei）（2002年40號） - 145. 慶長五年（，Keichō Go-nen）（2002年42號） - 146. 師兄（，Anideshi）（2002年44號） - 147. 自齋的繭（，Jisai no Mayu）（2002年47號） - 148. 虎（，Tora）（2002年49號） - 149. 狂宴（，Kyōen）（2002年51號） - 150. 狂虎（，Kyōko）（2003年1號） |

| - 151. 遲鈍的人（，Nibuki Mono）（2003年4·5合併號） - 152. 兄弟（，Kyōdai）（2003年7號） - 153. 血鬥（，Kessen）（2003年9號） - 154. 血海（，Chikai）（2003年11號） - 155. 踏上旅程（，Tabi-de）（2003年13號） - 156. 人生的一切（，Jinsei no Subete）（2003年17號） - 157. 巖流（，Ganryū）（2003年24號） |

| - 158. 夢想權之助（，Musō Gon'nosuke）（2003年26號） - 159. 舞台（，Butai）（2003年28號） - 160. 戰場（，Senjō）（2003年30號） - 161. 賭上死亡的男人（，Shi o Toshita Mono）（2003年34號） - 162. 野獸亂舞（，Kemono Ranbu）（2003年36·37合併號） - 163. 關原午後六點（，Sekigahara Gogorokuji）（2003年39號） - 164. 狩獵敗戰的武士（，Ochimusha Kari）（2003年41號） |

| - 165. 鬼火（，Onibi）（2003年44號） - 166. 第一個朋友（，Hajimete no Tomodachi）（2003年47號） - 167. 夢碎山（，Yume Chiru Yama）（2003年49號） - 168. 山的另一頭（，Kono Yama no Mukō）（2003年51號） - 169. 遙遠的大海（，Tōki Umi）（2004年1號） - 170. 遺髮（，Ihatsu）（2004年4·5合併號） - 171. 刀（，Katana）（2004年7號） |

| - 172. 兒子（，Musuko）（2004年9號） - 173. 期望互砍（，Kiri Aitai）（2004年11號） - 174. 市三（，Ichizō）（2004年13號） - 175. 弟（，Otōto）（2004年17號） - 176. 虛心（，Kyoshin）（2004年19號） - 177. 巨雲與小次郎1（，Koun to Kojirō）（2004年21·22合併號） - 178. 巨雲與小次郎2（，Koun to Kojirō 2）（2004年26號） - 179. 巨雲與小次郎3（，Koun to Kojirō 3）（2004年28號） |

| 吉岡篇2： - 180. 於京都會合（，Kyōto ni Tsudou）（2005年25號） - 181. 「雕刻魔鬼」（，Oni o Horu）（2005年26號） - 182. 初雪飛舞（，Hatsuyuki Mau）（2005年27號） - 183. 相同的月亮（，Onaji Runa）（2005年28號） - 184. 鷲與蟻（，Washi to Ari）（2005年29號） - 185. 蓮台寺郊外（，Rendaiji No）（2005年30號） - 186. 互殺之夜（，Kiri Ai no Yoru）（2005年31號） - 187. 黎明之前（，Yoake Mae）（2005年32號） - 188. 容身之處（，Ibasho）（2005年33號） |

| - 189. 背負的東西（，Shoishimono）（2005年42號） - 190. 清十郎之死（，Seijūrō no Shi）（2005年43號） - 191. 以水繪畫（，Mizu de Ewokaku）（2005年44號） - 192. 光悅與妙秀（，Kōetsu to Myōshū）（2005年45號） - 193. 京都騷動（，Kyōto Sōran）（2005年47號） - 194. 京都的名人（，Kyō no Yūmeijin）（2005年48號） - 195. 雙雄相見（，Ryōyū Aimi Yu）（2005年49號） - 196. 自大的傢伙來了（，Tengu Kuru）（2005年50號） - 197. 本尊（，Honmono）（2005年51號） |

| - 198. 草、雪、血（，Kusa - Yuki - Chi）（2006年5·6合併號） - 199. 小次郎與又八（，Kojirō to Matahachi）（2006年7號） - 200. 兩個小次郎（，Futari Kojirō）（2006年10號） - 201. 出人頭地的機會（，Dai Shusse e no Hashigo）（2006年11號） - 202. 逐漸自大（，Zōchō）（2006年12號） - 203. 後天（，Asatte）（2006年13號） - 204. 磨刀（，Katana o Togu）（2006年15號） - 205. 開悟（，Sottaku）（2006年16號） - 206. 愚直（，Guchoku）（2006年17號） |

| - 207. 午睡（，Gosui）（2006年28號） - 208. 邂逅（，Kaigō）（2006年29號） - 209. 繞道（，Mawarimichi）（2006年30號） - 210. 嬉戲的敵人（，Tawamure Teki）（2006年31號） - 211. 前夜（，Zen'ya）（2006年32號） - 212. 朝為紅顏（，Asa ni wa Kōgan Arite）（2006年33號） - 213. 破銅爛鐵（，Garakuta）（2006年36·37合併號） - 214. 蓮華王院（，Rengeōin）（2006年38號） - 215. 這樣砍（，Koukiru）（2006年39號） |

| - 216. a year after（）（2006年46號） - 217. 傳七郎，勇往直前（，Den Shichirō Mae e）（2006年47號） - 218. 命絕（，Zetsumei）（2006年48號） - 219. 難以互相理解的羈絆（，Wakachi Gataki Musubitsuki）（2006年49號） - 220. 尊敬與憎惡（，Sonkei to Zōo）（2006年52號） - 221. 舊友（，Kyūyū）（2006年53號） - 222. 朋友（，Tomodachi）（2007年1號） - 223. 在樹上思考（，Jujō Nite Sō Fu）（2007年2·3合併號） - 224. 一乘寺垂松（，Ichijōji Sagarimatsu）（2007年4·5合併號） |

| - 225. 武藏與七十多名男子（，Musashi to Nana-jū Yomei no Otoko-tachi）（2007年16號） - 226. 吉岡的懷抱（，Yoshioka no Futokoro）（2007年17號） - 227. 孤軍（，Kogun）（2007年18號） - 228. 一舉擊潰（，Guchagucha ni）（2007年19號） - 229. 激流（，Gekiryū）（2007年20號） - 230. 黃色的天空（，Kiiroi Sora）（2007年21·22合併號） - 231. 疲憊（，Hihei）（2007年23號） - 232. Life（）（2007年24號） - 233. It Finds The Way（）（2007年25號） |

| - 234. 死傷累累（，Ruirui）（2007年34號） - 235. 其深處（，Sono Fukami ni）（2007年35·36合併號） - 236. 互殺的最後（，Kiri Ai no Hate）（2007年37號） - 237. 尚未成熟（，Michi-nakaba）（2007年38號） - 238. 時代潮流使然（，Jidai no Hitsuzen）（2007年39號） - 239. 染血的泥（，Chi no Doro）（2007年40號） - 240. 難得的邂逅（，Egataki Deai）（2007年41號） - 241. 一刀（，Hitori no Tachi）（2007年42號） - 242. 終戰（，Shūsen）（2007年44號） |

| 吉岡之後： - 243. 青蛙（，Kaeru）（2007年52號） - 244. 獨行道（，Dokkōdō）（2008年8號） - 245. 重逢（，Saikai）（2008年9號） - 246. 和過去一樣的兩個人（，Mukashi to Onaji Futari）（2008年10號） - 247. 趁你熟睡的時候（，Omae ga Nemutte Iru Ma ni）（2008年11號） - 248. 鼓動（，Kodō）（2008年12號） - 249. 傳聞中的男子（，Uwasa no Otoko）（2008年14號） - 250. 鬥爭的終點（，Tatakai no Owari）（2008年15號） - 251. 祈禱（，Inori）（2008年16號） |

| - 252. 被捕的武藏（，Toraware no Musashi）（2008年35號） - 253. 所謂的為劍而活（，Ken ni Ikirutoiukoto）（2008年36·37合併號） - 254. HOME（）（2008年38號） - 255. 質問（，Shitsumon）（2008年39號） - 256. 聲音（，Koe）（2008年42號） - 257. 矛盾（，Mujun）（2008年43號） - 258. 深處的光（，Oku no Hikari）（2008年46號） - 259. 還是樹枝（，Madakoeda）（2008年47號） - 260. 怨恨之火（，On'nen no Honō）（2008年48號） |

| - 261. 月光（，Gekkō）（2009年10號） - 262. 離別（，Wakare）（2009年11號） - 263. 夢的始末（，Yume no Tenmatsu）（2009年12號） - 264. 幻影（，Kagerō）（2009年13號） - 265. 如此微不足道（，Tada Soredake no）（2009年14號） - 266. 另一邊（，Kataware）（2009年15號） - 267. 岔路（，Kiro）（2009年16號） - 268. on the edge of the sword（）（2009年17號） - 269. 光（，Hikari）（2009年18號） |

| - 270. 漂泊者（，Hyōhaku-sha）（2009年26號） - 271. 圓圈之中（，Wa no Naka）（2009年27號） - 272. 夢碎歸鄉（，Yume Yaburete Furusato ni Kaeru）（2009年28號） - 273. 母與子（，Haha to Ko）（2009年29號） - 274. 老媽（，Ofukuro）（2009年30號） - 275. 謊言（，Usotsuki）（2009年31號） - 276. 邂逅（，Kaigō）（2009年32號） - 277. 朋友（，Tomodachi）（2009年33號） - 278. 寶藏（，Takara）（2009年34號） |

| - 279. 憧憬（，Akogare）（2009年40號） - 280. 劍鬼一刀齋（，Kenki Ittousai）（2009年41號） - 281. 巨星殞落（，Kyosei Otsu）（2009年42號） - 282. 這個形體（，Kono Katachi）（2009年43號） - 283. 十三歲（，Jū-san Sai）（2009年45號） - 284. 螺旋（，Rasen）（2009年46號） - 285. Learning to Smile（）（2009年48號） - 286. 虎與虎（，Tora to Tora）（2009年52號） - 287. 無刀之類（，Mu Katanada Toka no Tagui）（2010年1號） |

| - 288. 小倉（，Kokura）（2010年9號） - 289. 體內的音樂（，Uchigawa no Ongaku）（2010年10號） - 290. 人世（，Hito no Yo）（2010年11號） - 291. 7 years（）（2010年14號） - 292. 側臉（，Yokogao）（2010年15號） - 293. 薄霧（，Moya）（2010年17號） - 294. 放棄（，Akirame）（2010年18號） - 295. 紙氣球（，Kamifūsen）（2010年19號） - 296. 小次郎的城市（，Kojirō no Machi）（2010年20號） |

| - 297. 過於花俏（，Hade Sugiru）（2010年32號） - 298. 劍術指導（，Shinan-yaku）（2010年33號） - 299. 土龍（，Mogura）（2010年34號） - 300. 本藩的將來（，Waga Han no Mirai）（2010年35號） - 301. 旅途的盡頭（，Tabiji no Hate ni）（2012年16號） 務農篇： - 302. 大地的孩子（，Tsuchi no Kodomo）（2012年21號） - 303. 天與地（，Ametsu Chi）（2012年25號） |

| - 304. 氾濫的水（，Afure Mizu）（2012年30號） - 305. 水路（，Mizu no Michi）（2012年34號） - 306. 無限的微笑（，Mugen no Bishō）（2012年39號） - 307. 尖端（，Sakitcho）（2012年43號） - 308. 蝗蟲（，Inago）（2012年47號） - 309. 土壤（，Tsuchi）（2012年51號） |

| - 310. 晚秋（，Banshū）（2013年4·5合併號） - 311. 喧嚷的生命（，Nigiyakana Inochi）（2013年7號） - 312. 呆瓜們的田地（，Ahō-domo no Tanbo）（2013年12號） - 313. 屍與命（，Shikabane to Inochi）（2013年16號） - 314. 呼吸（，Kokyū）（2013年21·22合併號） - 315. 水微溫之際（，Mizu Nurumu Koro）（2013年24號） |

| - 316. 春雷（，Shunrai）（2013年29號） - 317. 清淨明絜（，Seijōmeiketsu）（2013年33號） - 318. 秧苗（，Sanae）（2013年42號） - 319. 脆弱的東西（，Kayowaki Mono）（2013年46號） - 320. 田埂（，Azemichi）（2013年51號） - 321. 秀作病倒（，Shūsaku Taoru）（2014年4·5合併號） - 322. 蜻蜓（，Akitsu）（2014年7號） |

## 單行本未收錄
小倉篇：
- 323. （Tabigoromo）（2015年9號）
- 324. （Kokura no Takara）（2015年12號）[38]
- 325. （Meihō）（2015年16號）
- 326. （Samurai taru mono）（2015年20號）[39]
- 327. （Tadaoki to iu na no kawa）（2015年25號）[40]